# Жан Пруфф
Жан Пруфф (фр. Jean Prouff, 12 вересня 1919, Пеяк — 12 лютого 2008, Ланьйон) — французький футболіст, що грав на позиції півзахисника, зокрема за «Ренн», «Реймс» та національну збірну Франції.
По завершенні ігрової кар'єри — тренер.

## Клубна кар'єра
У дорослому футболі дебютував 1938 року виступами за команду «Фів». Під час німецької окупації Франції грав за «Сен П'єр де Нант», «Ренн», «Фів» та «Ренн-Бретань».
У перші повоєнні роки грав за «Ренн», звідки 1948 року перейшов до «Реймса». За результатами свого першого сезону у новій команді став чемпіоном Франції, а за рік виборов Кубок країни.
Протягом першої половини 1950-х грав за «Руан», «Ренн», «Кан» та «Екс», виступами за останній 1954 року і завершив ігрову кар'єру. 

## Виступи за збірну
1946 року дебютував в офіційних матчах у складі національної збірної Франції.
Загалом протягом чотирирічної кар'єри в національній команді провів у її формі 17 матчів, забивши 1 гол.

## Кар'єра тренера
Перший досвід тренерської роботи отримував у 1952–1953 роках, поєднуючи виступи за «Кан» із керуванням діями команди на полі. Згодом був граючим тренером і в «Ексі». Згодом сконцентрувався на тренерській роботі і до кінця 1950-х працював головним тренером в «Генгамі», «Булоні» та паризькому «Расінгу».
1960 року керував діями олімпійської збірної Польщі на тогорічних Олімпійських іграх, де поляки не подолали груповий етап. Того ж року тренував новостворену збірну Габону.
1961 року повернувся до Європи, де очолив льєзький «Стандард», який під його орудою виграв першість країни 1962/63.
Протягом сезону 1963/64 тренував «Реймс», після чого очолив команду «Ренна». В останній пропрацював вісім років. За цей час двічі здобував Кубок Франції. 1971 року крім Кубка «Ренн» здобув і Суперкубок країни, а Пруффа було визнано Тренером року у Франції.
Останнім місцем його тренерської роботи з 1973 по 1976 рік був ничжоліговий «Берне».
Помер 12 лютого 2008 року на 89-му році життя в Ланьйоні.

## Титули і досягнення

### Як гравця
- Чемпіон Франції (1):

«Реймс»: 1948-1949
- Володар Кубка Франції (1):

«Реймс»: 1949-1950

### Як тренера
- Володар Кубка Франції (2):

«Ренн»: 1964-1965, 1970-1971
- Володар Суперкубка Франції (1):

«Ренн»: 1971
- Чемпіон Бельгії (1):

«Стандард» (Льєж): 1962-1963

### Особисті
- Тренер року у Франції (1): 1971